# RYO NISHIKIDO "3N7"
『RYO NISHIKIDO "3N7"』（リョー ニシキド スリーエヌセブン）は、2021年11月3日・11月4日の2日間に渡って開催された、錦戸亮のバースデーライブ。11月3日公演は『RYO NISHIKIDO "3N7" Supported by NO GOOD TV』、11月4日公演は『RYO NISHIKIDO "3N7" -DAY2- Presented by MAYBELLINE NEW YORK』のタイトルで、それぞれ開催された。

## 11月3日公演
『RYO NISHIKIDO "3N7" Supported by NO GOOD TV』（リョー ニシキド スリーエヌセブン サポーティド バイ ノー グッド ティーヴィー）は、2021年11月3日に千葉・幕張メッセで開催された錦戸亮のバースデーライブ。

### 概要（11月3日公演）
- 本ライブは、自身の37歳の誕生日当日の2021年11月3日に千葉・幕張メッセで開催された、自身初のバースデーライブである[1][2][5][6]。
  - 自身が幕張メッセでソロライブを行うのは初である[注 1]。
  - ワンマンライブとしては、ライブツアー『錦戸亮 LIVE TOUR 2021 "Note"』の千秋楽公演以来、約5か月振りの開催。
- 本ライブは、両公演共に自身のファンクラブ『NFC』会員限定のライブとなっている[1][2][5][6]。
- 自身が出演しているYouTube『NO GOOD TV』のスタッフによって会場の幕張メッセを押さえられた上で、「誕生日ライブを開催して頂きます」と言う無茶振りから開催が決定した[7][1][2][5][6]。
  - その為、ライブタイトルに「Supported by NO GOOD TV」と同番組のタイトルが付いており、同年11月5日には、同番組で共演している赤西仁からの誕生日プレゼントをMC中に開封する模様が同番組で配信された[8]。
- 本ライブでは、本ライブの為に制作された新曲も披露された[9]。
- 本ライブの18時公演の模様は、3rdアルバム『Nocturnal』特別仕様LIVE盤の特典Blu-ray/DVDにライブ映像が、通常盤の特典CDにライブ音源が収録された[10][11][12][13]。
  - 尚、本ライブのメイキング映像は、4thライブBlu-ray/DVD『錦戸亮 LIVE 2021"SHABBY"』初回限定盤の特典Blu-ray/DVDに収録された[14][15][16][17]。
- 本ライブの会場では、開催当時自身のECサイト及びライブ会場限定販売であった、2ndライブBlu-ray/DVD『錦戸亮 LIVE 2021 "Note"』の販売も実施された[18][19][20]。
- 本ライブのチケットは、ライブグッズが付属したチケットとなっており、フォトブック・Tシャツ・サイリウム・ラバーバンドがセットで販売された[18][21]。

### 公演日程（11月3日公演）
| 年     | 月   | 日  | 開演時間 | 会場                 |
| ------ | ---- | --- | -------- | -------------------- |
| 2021年 | 11月 | 3日 | 14:00    | 幕張メッセ（千葉県） |
| 2021年 | 11月 | 3日 | 18:00    | 幕張メッセ（千葉県） |

### セットリスト（11月3日公演）
1. Secret Agent Man
2. オモイデドロボー
3. ノマド
4. 狛犬
5. キッチン
6. ツキノハナシ
7. I don't understand
8. Silence
9. ムラサキ
10. と・も・子…
11. code
12. ラストノート
13. birthday

### グッズ（11月3日公演）
※出典を参照。
| グッズタイトル                             | 価格    |
| ------------------------------------------ | ------- |
| Tシャツ                                    | 3,200円 |
| フェイスタオル                             | 1,900円 |
| クッション                                 | 2,900円 |
| フォトブック                               | 2,800円 |
| チャーム（A・B）                           | 各900円 |
| ラバーキーリング                           | 1,200円 |
| ラバーバンド（ブラック・ホワイト・レッド） | 各600円 |
| クリアファイル2枚セット                    | 900円   |
| フォトセット4枚入り（#008・#009）          | 各600円 |
| サイリウム（ピンク・ホワイト）             | 各600円 |

## 11月4日公演
『RYO NISHIKIDO "3N7" -DAY2- Presented by MAYBELLINE NEW YORK』（リョー ニシキド スリーエヌセブン デイツー プレゼンティド バイ メイベリン ニュー ヨーク）は、2021年11月4日に東京・Billboard Live TOKYOで開催された錦戸亮のバースデーライブ。

### 概要（11月4日公演）
- 本公演は、自身の37歳の誕生日翌日の 2021年11月4日に東京・Billboard Live TOKYOで開催された、自身のバースデーライブである[3][24][25][26][4]。
  - 自身がBillboard Live TOKYOでライブを行うのは初である。
  - 前日のバースデーライブ『RYO NISHIKIDO "3N7" Supported by NO GOOD TV』の2日目として、自身がジャパンブランドアンバサダーを務めるメイベリン ニューヨークの主催で開催された[3][24][25][26][4]。
  - メイベリンが主催の為、自身のファンクラブからの受付はせず、メイベリンの専用フォームからの応募のみとなった[3][24][25]。
- 本公演は2部構成となっており、「LOVE MUSIC AND LOVE MAKEUP!!」をテーマに、前半はトークセッション、後半はワンマンライブを開催した[24][25][26][4]。
  - トークセッションでは、ダンサーのRIEHATA、モデルの阿部朱梨と小山ティナがゲストとして参加し、メイベリンのブランドムービー撮影時のエピソードや、イベント来場者から寄せられたメイクアップに関する質問等を錦戸やゲストが回答する形式となった[26][4]。
  - ワンマンライブでは、全10曲を本公演オリジナルアレンジで披露した[26][4]。
- 2022年2月1日、2021年12月24日から2022年1月16日までにメイベリンの『ラッシュニスタ N』を購入し、規定の手順を行った中から、抽選で1,500名に本公演のアーカイブ映像が当たるキャンペーンが行われ、アーカイブ映像が配信された[4]。
- 同年9月21日、本公演の後半のライブ部分の模様が、4thライブBlu-ray/DVD『錦戸亮 LIVE 2021"SHABBY"』特別仕様盤の特典Blu-ray/DVDに収録された[14][15][16]。

### 公演日程（11月4日公演）
| 年     | 月   | 日  | 開演時間 | 会場                           |
| ------ | ---- | --- | -------- | ------------------------------ |
| 2021年 | 11月 | 4日 | 18:30    | Billboard Live TOKYO（東京都） |

### セットリスト（11月4日公演）
1. ホンキートンクラプソディ
2. 狛犬
3. キッチン
4. ノマド
5. スケアクロウ
6. Silence
7. I don't understand
8. ムラサキ
9. Secret Agent Man
10. オモイデドロボー